# Revolta do Rio do Peixe
A Revolta do Rio do Peixe foi uma revolta de bandeirantes contra as autoridades do Brasil Colonial ocorrida no povoado de Santo Antônio de Rio do Peixe (atual Alvorada de Minas) na Capitania de São Paulo e Minas de Ouro entre os anos de 1711 e 1714. A revolta se relaciona com a descoberta de ouro na região e a tentativa do grupo dos bandeirantes de se apossarem das terras para si, contra as ordenações da Coroa Portuguesa, resultando em sua denúncia ao governador de Vila Rica e no início dos conflitos armados.
Muito do que se sabe sobre a revolta está registrado no livro Memória sobre o Serro antigo, publicado em 1928 por Dario Augusto Ferreira da Silva, obra memorialista que reconta os acontecimentos da região desde o período colonial até a atualidade.

## Contexto
A chegada dos bandeirantes na região do Rio do Peixe se deve à busca pelo ouro que caracteriza a primeira metade do século XVIII. O grupo liderado por Geraldo Domingues, que continha paulistas, baianos, caboclos e escravizados, haveria fundado o povoado do Rio do Peixe em 1710, tendo partido do arraial de Serro do Frio em uma jornada de 18km rumo ao sul, encerrando sua marcha após encontrarem vestígios de ouro às margens do rio. Segundo as leis estabelecidas pela Fazenda Real, Domingues teria direito à 30 braças de terras nos entornos do rio, enquanto o restante deveria ser entregue à Coroa.
Apesar disso, em 1711, denúncias chegam à Vila Rica que Domingues não havia feito registro oficial de sua descoberta, e que estava governando o povoado de maneira autônoma sem ceder o ouro ao estado. O governador da capitania, Antônio de Albuquerque Coelho de Carvalho, enviou o guarda-mor Manuel Corrêa Arzão para averiguar a denúncia, tendo esse ordem de prisão contra Domingues caso as acusações fossem comprovadas. Após chegar no povoado, uma luta armada irrompe entre as forças do guarda-mor e os habitantes do povoado. A duração exata do conflito e as quantidade de mortes ocorridas são desconhecidas, mas sabe-se que Domingues, após se render, permaneceu na cadeia de Serro do Frio até 1714.
No que diz respeito à participação popular na revolta, houve adesão não só dos bandeirantes mas também dos escravizados ao movimento armado liderado por Domingues, supostamente a figura responsável por unir ambos grupos. Tal participação, apesar de não se tratar de uma causa libertadora ou mesmo prometer alforria, se deve às características da micropolítica nas pequenas comunidades fronteiriças, onde as negociações cotidianas entre senhores e escravizados — estes tendo papel vital na resistência dos bandeirantes contra às autoridades coloniais — lhes conferem mais capacidade de adquirir direitos como formar família e cultivar terras próprias, conquistando mais autonomia dentro da condição da escravatura.

## Desfecho
Em 17 de abril de 1714, o guarda-mor Arzão é promovido ao cargo de capitão-mor e o povoado do Rio do Peixe é incorporado ao município da Vila do Príncipe, mecanismo que permite a maior atuação das autoridades coloniais sobre a região e indica a pacificação total da revolta. Pouco tempo depois, o bandeirante Domingues recebe anistia a vem a ocupar o cargo de juiz ordinário da câmara municipal, permanecendo com a reputação de "homem bom" perante o estado enquanto mantendo seus privilégios e poder político sobre a comunidade. Em 1715, anistia geral é concedida aos revoltosos, marcando o fim oficial do conflito.